# Artur Kocięcki
Artur Kocięcki (ur. 26 maja 1960 w Ławszowej koło Bolesławca) – polski aktor teatralny i filmowy, pisarz, poeta, animator kultury, laureat ogólnopolskich konkursów recytatorskich, m.in.: zwycięzca Głównej Nagrody Publiczności OKR w Słupsku w 1981 roku.

## Życiorys
Po ukończeniu Technikum Radiowo-Telewizyjnego w Pułtusku (1975–1980), podjął naukę w Państwowym Studium Kulturalno-Oświatowym w Ciechanowie (1980–1982), zdobywając Dyplom Instruktora Teatralnego. W latach 1982–1985 występował w Państwowym Teatrze Wybrzeże w Gdańsku, w którym w roku 1985 uzyskał dyplom aktora dramatu, po ukończeniu Studium Aktorskiego przy Teatrze Wybrzeże w Gdańsku.
W latach 1985–1987 był aktorem w Teatrze Polskim w Poznaniu, następnie w Teatrze Rozrywki w Chorzowie (1987–1992). Od 1992 roku jest aktorem Teatru im. J. Osterwy w Lublinie. Występował gościnnie w Teatrze Muzycznym w Lublinie (1994, 1995, 2004, 2005).

## Filmografia
- 1979: Przyjaciele jako junak obozów ZMP i SP
- 1988: Pogranicze w ogniu  jako uczestnik ataku na stację kolejową
- 1988: Rodzina Kanderów jako student przemawiający na wiecu
- 1993: Dwa księżyce jako Rośnicki
- 1997–2008: Klan jako lekarz podstawowej opieki zdrowotnej, pod opieką którego był Daniel Ross
- 1997–2008: Klan jako Zbigniew Tomczak
- 1997: Sława i chwała obsada aktorska
- 2000–2001: Adam i Ewa jako grafolog Kosowski
- 2002: Chopin. Pragnienie miłości jako gość na koncercie Chopina
- 2002–2010: Samo życie jako Gruber
- 2003–2010: Na Wspólnej jako inwestor
- 2004–2006: M jak miłość jako Markiewicz
- 2005: Kryminalni jako Staszek
- 2005: Plebania jako prawnik Tracza
- 2006: Daleko od noszy jako gangster
- 2007: Fala zbrodni jako członek komisji
- 2007: Generał polskich nadziei... (Władysław Anders 1892–1970) jako rotmistrz adiutant 15 Pułku Ułanów
- 2008: Faceci do wzięcia jako pułkownik
- 2008: Pitbull jako doktor Janusz Lewicki
- 2008: Teraz albo nigdy! jako policjant
- 2008: Twarzą w twarz seria druga jako dyrektor banku
- 2010: Klub szalonych dziewic jako Ryszard, redaktor naczelny „Nowin Łomżyńskich”
- 2010: Na dobre i na złe jako ojciec Agnieszki
- 2010: Plebania jako Małecki
- 2011: Ojciec Mateusz jako dyrektor banku
- 2013: Prawo Agaty jako biegły psycholog (odc. 29)
- 2015: Panie Dulskie jako lekarz[1]
- 2016: Ojciec Mateusz jako Krystian Sawicki, były mąż Beaty (odc. 203)
- 2016: Mistrz i Małgorzata jako Alojzy Mogarycz (spektakl telewizyjny dla TVP Kultura)[2]
- 2016: Barwy szczęścia jako doktor Walczak (odc. 1391, 1392, 1393, 1400, 1401)
- 2017: Polska Niepodległa – Historia w ożywionych obrazach jako generał Dezydery Chłapowski[3] w Wojciech Kossak „Emilia Plater w potyczce pod Szawlami”[4]
- 2018: Diagnoza jako prokurator (odc. 01/II 14, 12/III 38)
- 2018: Drogi wolności jako urzędnik (odc. 1 – Grzechy młodości)
- 2018: Ojciec Mateusz jako Jerzy Brzozowski (odc. 261 – Tajemnica chemika)

## Wydane książki
- 2003: Przytul mnie zmierzchu, ISBN 83-916479-2-7.
- 2008: Przebudzenia, ISBN 978-83-60702-30-7.
- 2012: Krótki traktat o nieumieraniu, ISBN 978-83-7358-112-8.

## Nagrody
Filmowe
- „Złoty Delfin” w Cannes na Światowym Festiwalu Filmowym: Cannes Corporate Media and TV Awards 2018 za Film Literature. Jan Kochanowski „Lament VIII” Category: Documentaries and Reports – Lifestyle, Art, Music and Culture Artur Kocięcki as Jan Kochanowski reż. Damian Bieniek – na podstawie Trenu VIII Jana Kochanowskiego
- Dwie nagrody na Międzynarodowym Festiwalu Filmowym FilmAt Festival za film „Jan Kochanowski – Treny”, Artur Kocięcki w roli Jana Kochanowskiego: za wartości patriotyczne filmu w stulecie odzyskania Niepodległości; najlepszy dokument w kategorii Kultura i Sztuka

Z okazji Międzynarodowego Dnia Teatru
- 2011: List Gratulacyjny Prezydenta Miasta Lublin
- 2012: Dyplom Uznania Marszałka województwa lubelskiego
- 2013: Dyplom Uznania Marszałka województwa lubelskiego
- 2014: Nagroda Prezydenta Miasta Lublin
- 2018: List Gratulacyjny Marszałka województwa lubelskiego
- 2019: Dyplom Uznania Marszałka województwa lubelskiego

## Medale
- 1990: Medal imienia Juliusza Ligonia – Zasłużony dla Kultury Miasta Chorzowa